# يوحنا تومسون
يوحنا تومسون (بالإنجليزية: John Thompson)‏ (4 يوليو 1932 بنيوكاسل أبون تاين في المملكة المتحدة - 29 ديسمبر 2006) هو لاعب كرة قدم بريطاني في مركز حراسة المرمى. لعب مع نيوكاسل يونايتد ولينكولن سيتي أف سي وهوردن كوليري ولفير ‏.

## وصلات خارجية
- يوحنا تومسون على موقع قاعدة بيانات كرة القدم.إي يو (الإنجليزية)